# عبد الحليم عبو
عبد الحليم عبو (مواليد 3 يونيو 1989) هو لاعب كرة طائرة مصري يلعب في النادي الأهلي، شارك مع النادي الأهلي في بطولة العالم للأندية للكرة الطائرة للرجال 2011.